# Daddala plana
Daddala plana là một loài bướm đêm trong họ Erebidae.